# Высокий Оселок
Высокий Оселок — село в Спасском районе Нижегородской области. Административный центр Высокоосельского сельсовета.

## География
Центральная часть населённого пункта находится на высоте 138 м над уровнем моря.

### Часовой пояс
Село Высокий Оселок, как и вся Нижегородская область, находится в часовой зоне МСК (московское время). Смещение применяемого времени относительно UTC составляет +3:00.

## История
Первое упоминание о селе относится авторами «Исторических очерков Нижегородской губернии 17 века» к 1670 году.

## Население
| 2002 | 2010 |
| ---- | ---- |
| 353  | ↘239 |

## Улицы
- ул. Новая Линия,
- ул. Полевая,
- ул. Центральная[5].

## Инфраструктура
В селе действуют основная школа, клуб, библиотека, ФАП, пожарная часть, отделение Сбербанка, почта, магазины.